# Mpumalanga
Mpumalanga je jednou z devíti provincií Jihoafrické republiky.
Leží na východě země v sousedství Mosambiku a je vyhlášená množstvím národních parků se zvěří, mnoha horami, kaňony a památkami.

## Základní informace
Před rokem 1994 tvořila Mpumalanga východní region původní provincie Transvaal. V roce 1994 na jejím území vznikla nástupnická provincie Východní Transvaal, která byla 24. srpna 1995 přejmenována na provincii Mpumalanga.. součástí nové provincie se stala také celá území bývalých bantustanů KaNgwane, KwaNdebele, dále nejvýchodnější enkláva bývalého bantustanu Bophuthatswana a menší část bývalého bantustanu Gazankulu. Její rozloha činí 79 490 km². V roce 2007 na území provincie žilo 3 643 435 obyvatel. Žije zde 800 000 příslušníků národa Zulové. Hlavním městem je Mbombela v údolí Krokodýlí řeky.

## Poloha
Hraničí s dalšími čtyřmi provinciemi Jihoafrické republiky (na jihu je KwaZulu-Natal, na severu hraničí s provincií Limpopo, na západě s provincií Gauteng a na jihozápadě je Svobodný stát. Je provincií vnitrozemskou, od pobřeží Indického oceánu ji oddělují státy Svazijsko a Mosambik.

## Turistické zajímavosti
V provincii jsou vodopády Mac Mac Falls, vyhlídková trasa Panorama Route, zajímavý svou bizarností je soutok řek Blyde a Treur a zejména lákadlem turistů je třetí největší kaňon světa Blyde River Canyon. Je zde také rozlehlý Krugerův národní park.